# Parco naturale nazionale di Šac'k
Il parco naturale nazionale di Šac'k (in ucraino Шацький національний природний парк?, Šac'kyj nacional'nyj pryrodnyj park) è il secondo parco nazionale ad essere istituito in Ucraina, dopo quello dei Carpazi. Esso si estende su una superficie di 48.977 ettari nella parte nord-occidentale dell'Oblast' di Volinia, presso i confini con la Bielorussia e la Polonia.

## Descrizione
Istituito nel 1983, il parco include una serie di foreste e torbiere sulla sponda superiore del fiume Pryp"jat', nonché più di 25 laghi, di cui il più grande è lo Svitjaz'. Le attività dell'area comprendono il campeggio, l'escursionismo e la conservazione del paesaggio naturale e dei suoi ecosistemi. Vi sono presenti più di 780 piante vascolari, delle quali più di 30 sono menzionate nel Libro rosso dell'Ucraina, mentre la fauna conta 333 specie animali, di cui 44 mammiferi, 241 uccelli, 19 anfibi e rettili e 29 specie di pesci.